# Placa d'Anatòlia

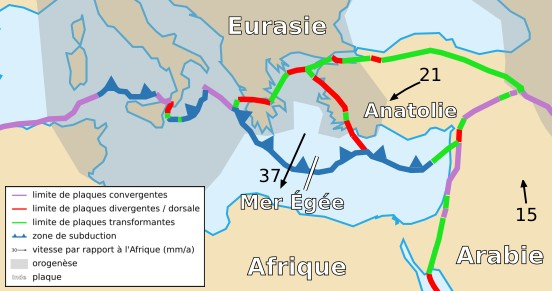
Mapa de la Placa d'Anatòlia i les plaques veïnes (en francès)

La placa d'Anatòlia és una microplaca tectònica de la litosfera de la Terra. La seva superfície és de 0,01418 estereoradiants. En general s'associa amb la placa euroasiàtica.
Es troba a l'oest de l'Àsia. Inclou l'illa de Xipre i la peninsula d'Anatòlia, exceptuant la costa d'Anatòlia que banya la mar Negra.
La placa d'Anatòlia està en contacte amb les plaques eurasiàtica, àrab, de l'Àfrica i la de la Mar Egea.
El límit nord és un contacte transformant amb la placa euroasiàtica format per la falla d'Anatòlia del Nord.
El desplaçament de la placa d'Anatòlia s'efectua a una velocitat d'1,64° per cada milió d'anys en un pol d'Euler als 56° 28' latitud nord i 81° 18' longitud oest (Referència: Placa pacífica).
El desplaçament de les plaques d'Anatòlia i d'Euràsia al llarg de la Falla del nord d'Anatòlia a l'est de la Mar de Màrmara el 1999 va causar el terratrèmol d'İzmit a Turquia.